# Heradel
Adela Rivas Cruz, conocida profesionalmente como Heradel, es una cantante, compositora y productora discográfica cubana. Nacida y criada en Santiago de Cuba, actualmente reside en Los Ángeles y ha estado haciendo música de manera intermitente desde el año 2003 a través de diferentes proyectos, debutando como artista en solitario en el 2021.

## Carrera musical
A los quince años, viviendo aún en Cuba, Heradel comienza a escribir una serie de canciones inspiradas en el libro The Pilgrim's Progress de John Bunyan, acompañada de una guitarra y un sintetizador. Al año siguiente comenzó a colaborar con el pianista y compositor Félix Muñiz, con quien coprodujo el material y coescribió canciones adicionales, formando así el proyecto musical Quidam Pilgrim .
La música incluye pistas vocales superpuestas, sintetizadores, percusión, guitarras, percusión afrocubana, instrumentos de percusión sudamericana y cuerdas, proporcionadas por la Orquesta de Cámara Esteban Salas.
En el año 2006, una primera versión del álbum en formato MP3 circuló de mano en mano entre los entusiastas de la música. A pesar de no tener un lanzamiento oficial, la música ganó seguidores devotos en toda la isla. La banda recibió cobertura de radio durante los años siguientes y tuvo varias apariciones en la televisión nacional cubana y nominaciones a premios. Tuvo una recepción crítica positiva y fue elogiada por su alto valor artístico y singularidad.
A los veinte años, la cantante se traslada a Estados Unidos con su familia, donde entra en un periodo de hiato musical. Durante este tiempo comienza a trabajar en los campos de la producción cinematográfica y la dirección de arte para películas y vídeos musicales, estableciéndose en Los Ángeles. En el 2020 comienza a producir música para proyectos audiovisuales.
En el año 2021, Heradel debuta como artista en solitario con un performance multimedia en la galería Bridge Projects en Los Ángeles.
En noviembre de 2022, publica “Mother”, su sencillo debut, en el que asume los roles de vocalista, compositora, arreglista, productora, diseñadora de sonido e ingeniera de mezcla.

## Influencias
Entre sus influencias, Heradel incluye: música litúrgica renacentista, Paul Lansky, Jean-Michel Jarre, Trent Reznor, Kraftwerk, Aphex Twin, Björk, Enya, Clannad, Karl Jenkins, Dead Can Dance, The Knife y Fever Ray .